# System Identyfikacji i Rejestracji Zwierząt
System Identyfikacji i Rejestracji Zwierząt (ang. Animal Identification and Registration System) – regulacja europejska mająca na celu wsparcie państw w zapewnieniu bezpieczeństwa żywności zgodnie z wymogami Unii Europejskiej oraz uzyskanie pełnego dostępu do rynku produktów pochodzenia zwierzęcego innych państw członkowskich Unii Europejskiej.

## Regulacje europejskie w zakresie Systemu Identyfikacji i Rejestracji Zwierząt
Pierwsze regulacje dotyczące identyfikacji i rejestracji bydła zostały opublikowane w 1992 r., które następnie zostały znowelizowane rozporządzeniem z 1997 r. W rozporządzeniu Rady (WE) z 2000 r. stwierdzono, że każde państwo członkowskie ustanawia system identyfikacji i rejestracji bydła. System obejmował: środki identyfikacji mające na celu indywidualną identyfikację zwierząt, komputerowe bazy danych, paszporty zwierząt oraz indywidualne rejestry prowadzone dla każdego gospodarstwa.
Rozporządzeniem Rady WE z 2003 r. ustanowiono system identyfikacji i rejestrowania owiec i kóz.
Dyrektywą Rady UE z 2008 r. ustanowiono system identyfikacji i rejestrowania świń.
Rozporządzeniem wykonawczym Komisji (UE) z 2015 r. określono zasady dotyczące metod identyfikacji koniowatych.

## System Identyfikacji i Rejestracji Zwierząt w warunkach polskich
Ustawą z 2004 r. wprowadzono Systemu Identyfikacji i Rejestracji Zwierząt. Głównym celem było dążenie do zapewnienia bezpieczeństwa żywności zgodnie z wymogami Unii Europejskiej oraz uzyskanie pełnego dostępu do rynku produktów pochodzenia zwierzęcego z innych państw członkowskich. Dodatkowo zadaniem systemu było wsparcie służb hodowlanych poprzez umożliwienie pracy hodowlanej.
System Identyfikacji i Rejestracji Zwierząt obejmował takie gatunki jak: bydło, owce, kozy, świnie i koniowate.

## Elementy Systemu Identyfikacji i Rejestracji Zwierząt
System składa się z następujących elementów:
- rejestr zwierząt gospodarskich oznakowanych i siedzib stad tych zwierząt (centralna baza danych),
- znaki identyfikacyjne (kolczyki, tatuaż, mikrochipy),
- paszporty bydła,
- księgi rejestracji,
- dokumenty przewozowe.

## Baza danych systemu informatycznego
Centralną bazę danych systemu tworzy system informatyczny Agencji Restrukturyzacji i Modernizacji Rolnictwa.
Baza danych systemu pozwala na rejestrację zdarzeń i przemieszczeń dotyczących zwierząt oraz przechowuje informacje dotyczące:
- posiadaczy zwierząt (rejestr producentów),
- zwierząt i ich miejsc przebywania (rejestr siedzib stad),
- przemieszczeń zwierząt (rejestr zgłoszeń zdarzeń dotyczących zwierząt).

## Obowiązki posiadacza zwierząt gospodarskich
W ramach Systemu posiadacz zwierząt ma do spełnienia kilka obowiązków:
- uzyskanie z ARiMR numeru producenta,
- rejestracja siedziby stada,
- rejestracja zwierząt i prawidłowe ich oznakowanie,
- terminowe zgłaszanie zdarzeń związanych z oznakowanymi zwierzętami,
- systematyczne prowadzenie ksiąg rejestracji w siedzibie stada (dla każdego gatunku odrębna księga),
- w przypadku chowu owiec i kóz prowadzenie spisu (przynajmniej raz na rok).

## Zasady identyfikacji zwierząt gospodarskich
Oznakowanie zwierząt gospodarskich różni się w zależności od gatunku oraz przeznaczenia:
- bydło – na obu uszach zakłada się kolczyki lub duplikaty z numerem identyfikacyjnym zwierzęcia, co umożliwia dokładną indywidualną jego identyfikację,
- owce i kozy – zakłada się kolczyki lub ich duplikaty z numerem identyfikacyjnym zwierzęcia pozwalającymi na indywidualną identyfikację zwierzęcia,
- świnie – na grzbiecie lub na uszach tatuuje się numer identyfikacyjny danego osobnika, bądź na lewe ucho zakłada się kolczyk lub duplikat z numerem identyfikacyjnym.

## Zasady obrotu zwierząt
Zasady obrotu zwierząt określa rozporządzenie Ministra Rolnictwa i Rozwoju Wsi z 2008 r. Przedmiotem obrotu mogą być zwierzęta:
- oznakowane zgodnie z przepisami systemu,
- zdrowe, o określonym pochodzeniu i przeznaczeniu,
- nieobjęte zakazem wyprowadzenia z gospodarstwa (związane ze zwalczaniem chorób zakaźnych),
- posiadające świadectwo zdrowia.